# 泰顺凤仙花
泰顺凤仙花（学名：Impatiens taishunensis）为凤仙花科凤仙花属下的一个种。

## 扩展阅读
維基物種上的相關：泰顺凤仙花